# 上野城 (尾張国)
上野城（うえのじょう）は、愛知県名古屋市千種区上野2丁目6番付近にあった日本の城（平山城）。

## 概要
東西約120メートル、南北約214メートルの規模の長方形をしており、眺望の良い崖の上に建てられ、二重の堀を巡らせていた。

## 歴史
天文元年（1532年）頃に下方貞経の息子で、小豆坂の戦いにおいて小豆坂七本槍の一人として活躍した下方貞清が築城した。廃城年代は明らかでない。
現在は、名古屋市立上野小学校敷地が県遺跡番号005099「上野城跡」として埋蔵文化財包蔵地になっているが、貞清の菩提寺である千種区上野1丁目の永弘院に石碑があるだけで地表上に遺構は何も残っていない。

## 所在地
- 愛知県名古屋市千種区上野2丁目